# Церковь Преображения Господня (Большая Берестовица)
Церковь Преображения Господня (бел. Касцёл Перамянення Пана) — католический храм в городском посёлке Большая Берестовица, Гродненская область, Белоруссия. Относится к Берестовицкому деканату Гродненского диоцеза. Памятник архитектуры в стиле неоготика, построен в 1908—1912 годах. Включён в Государственный список историко-культурных ценностей Республики Беларусь.

## История
Католический приход в Берестовице был создан в 1495 году. В XVI веке в Берестовице существовал деревянный костёл, который сгорел во время Ливонской войны. В 1615 году на средства Иеронима Ходкевича здесь был построен кармелитский монастырь и при нём деревянный храм, который в 1741 году был перестроен в камне и известен ныне как церковь Посещения Девы Марии.
После подавления восстания 1863 года множество католических храмов на территории современной Белоруссии было передано православным, включая и кармелитский храм Посещения в Большой Берестовице (передан в 1866 году). Католики многократно пытались добиться разрешения на строительство храма, но получили его только в начале XX века. Католическая церковь Преображения Господня в неоготическом стиле была построена в 1908—1912 годах на средства и по инициативе владельца имения графа Коссаковского. Рядом с храмом в 1913 году было построено здание плебании, сохранившееся до наших дней.
Храм Преображения Господня был освящён 2 октября 1912 года. В 1965 году закрыт, здание переоборудовано под склад. В 1989 году возвращён Католической церкви, в 1990 году отреставрирован.

## Архитектура
Храм Преображения Господня в плане представляет собой прямоугольную трёхнефную базилику с пятигранной апсидой. Главный фасад вертикально ориентирован, завершён трёхъярусной четвериковой башней-колокольней, которая на втором ярусе декорирована накладным псевдоготическом щитом и завершена высоким шатром. Вертикальность композиции усиливают ступенчатые контрфорсы и стрельчатые проёмы. Вход решёны арочным порталом, главная дверь украшена художественной ковкой. Колористическое решение здания достигается сочетанием фактурной кладки стен цвета естественного камня и белых, оштукатуренных элементов архитектурного декора: лопаток, карнизов, плинтусов, ниш.
Интерьер храма также выполнен в неоготическом стиле, нефы перекрыты стрельчатыми сводами.